# 黃友教
黃友教（？年—？年），湖廣善化縣（今屬湖南長沙市）人。清朝解元、政治人物。

## 生平
乾隆五十一年（1786年），黄友教中式丙午科湖南鄉試第一名舉人（解元）。歷官浙江慶元縣、縉雲縣知縣。